# Elizabeth Alchin
Elizabeth Alchin (* 14. September 2004 in Murdoch) ist eine australische Beachvolleyball- und ehemalige Volleyballspielerin.

## Karriere

### Karriere Halle
In ihrer ersten Saison im Erwachsenenbereich gehörte die Universalspielerin zum Kader von WA Steel. Sie stand mit dem Sportclub aus der Hauptstadt von Western Australia im Meisterschaftsfinale. Anschließend beendete sie ihre Hallenkarriere.

### Karriere Beach
Alchin startete 2022 mit verschiedenen Partnerinnen, ehe sie ab März des folgenden Jahres mit Kayla Mears ein ständiges Team bildete. Ein dritter Rang beim Futures in Qidong sowie das Erreichen der Vorschlussrunde beim gleichartigen Event in Seoul waren die besten Ergebnisse im Erwachsenenbereich. Bei der Kontinentalmeisterschaft der unter Einundzwanzigjährigen wurden sie Neunte. 2024 spielte Alchin zunächst mit Jasmine Rayner und danach mit Tara Phillips, bevor sie mit Jasmine Fleming in die Runde der letzten Acht bei der Asienmeisterschaft einzog. Das Duo belegte außerdem beim Challenge in Chennai den geteilten siebten Platz.
Seit 2025 ist Georgia Johnson die neue Spielerin an der Seite der im Vorort von Perth geborenen Sportlerin. Die beiden standen bei ihren ersten drei gemeinsamen Wettbewerben der australischen Beachserie jedes Mal im Endspiel. Dazu gehörte auch die Landesmeisterschaft in Coolangatta. Dort waren sie sogar bestes australisches Beachpaar, denn die Siegerinnen waren die Chacon Schwestern Morgan und Alaina aus den Vereinigten Staaten. Die Volleyroos wurden Dritte beim Futures am gleichen Ort sowie bei zwei Veranstaltungen der asiatischen Beachserie, bevor sie im Mai ihren bis zu diesem Zeitpunkt gemeinsamen größten internationalen Erfolg erkämpften. Beim Challenge in Xiamen besiegten sie in der Gruppenphase nach einer Niederlage im ersten Spiel die Spanierinnen Carro / Paula, gewannen anschließend kampflos gegen die Chinesinnen Wang / Xia und in drei Sätzen gegen die Ukrainerinnen Serdiuk / Romaniuk, bevor sie im Viertelfinale von den deutschen Qualifikantinnen Kunst / Paul bezwungen wurden. Bei der ersten Teilnahme Alchins an einem Elite16 überhaupt und somit auch bei dem ersten gemeinsamen Auftritt bei dieser hochwertigen Veranstaltung überstanden sie und Johnson in Montreal nicht nur die zwei Qualifikationsrunden. In der Gruppenphase sicherten sie sich durch den Sieg über die Italienerinnen Valentina Gottardi und Reka Orsi Toth den dritten Rang und konnten erst in der Runde der Zwölf von den Doppeleuropameisterinnen Tīna und Anastasija gestoppt werden.

## Persönliches
Sophie Alchin ist die Schwester der Athletin und wurde als Zuspielerin gemeinsam mit ihr 2022 australische Vizemeisterin. Eine Saison später gewann sie mit WA Steel die Meisterschaft ihres Heimatlandes.